# Juana de Ibarbourou

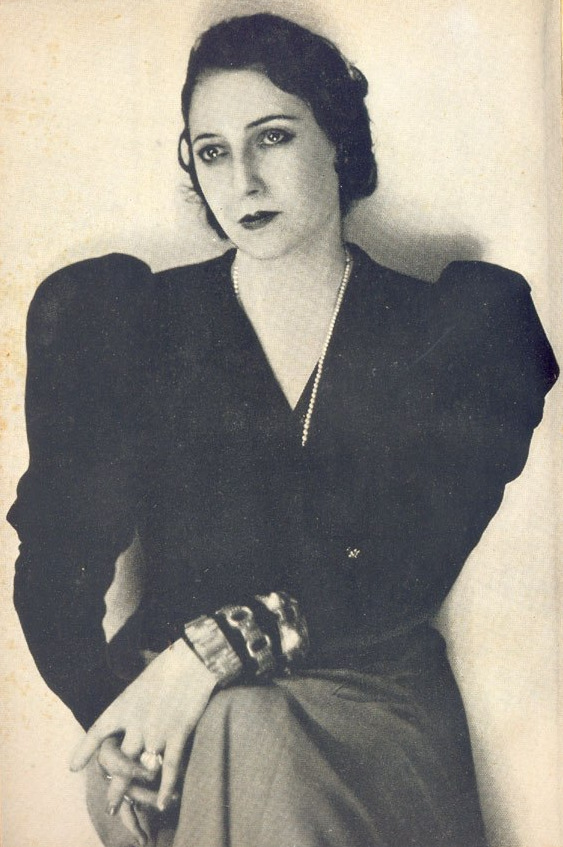
Juana de Ibarbourou

Juana de Ibarbourou (* 8. März 1895 in Melo, Departamento Cerro Largo; † 15. Juli 1979 in Montevideo), deren bürgerlicher Name Juanita Fernández Morales war, war eine Dichterin aus Uruguay. Sie war eine der bekanntesten Dichterinnen Lateinamerikas. Schon ihre erste Liebes- und Naturlyrik war sehr erfolgreich. Seit 1930 wurden die Verse melancholischer und waren mehr surrealistischen Gedankengängen und Bildern verpflichtet. Mehrfach war die auch als Juana de América bekannte de Ibarboubou für die Verleihung des Nobelpreises nominiert.

## Leben

Flagge der Hispanität

Juana de Ibarbourou wurde am 8. März 1892 als Juana Fernández Morales geboren. 1909, im Alter von 17 Jahren, veröffentlichte sie ihr erstes Prosa-Stück „Derechos femeninos“ (auf Deutsch: „Die Rechte der Frauen“), welches sie schlagartig als Feministin berühmt machte.
Am 28. Juni 1913 heiratete sie Lucas Ibarbourou standesamtlich, sieben Jahre später, am 28. Juni 1921 heiratete sie ihn kirchlich in der Kirche La iglesia de Nuestra Señora del Perpetuo Socorro. 1917 gebar Juana ihr einziges Kind, Julio César Ibarbourou. 1918 zog Juana mit ihrer Familie nach Montevideo. Lucas Ibarbourou starb am 13. Januar 1942.
Auf ihre Anregung geht die Schaffung der Flagge der Hispanität zurück.

## Lyrik und Philosophie
Ihre ersten zwei Poesiesammlungen waren „Las lenguas de diamante“ (1919) y „El cántaro fresco“ (1920). Sie erhielten internationale Aufmerksamkeit und wurden in mehrere Sprachen übersetzt. Sie veröffentlichte noch 30 weitere Bücher, außer ihren Kindheitserinnerungen Chico Carlo (1944) und einem Kinderbuch meistens Poesiesammlungen.
Juana de Ibarbourou war eine Feministin, Naturalistin, und Pantheistin.

### Feminismus
Juana de Ibarbourou war eine der ersten lateinamerikanischen Feministinnen. Ibarbourous Feminismus wird deutlich in Gedichten wie La Higuera und Como La Primavera.

## Werke
- Las lenguas de diamante (1918/1919)
- Raza salvaje (1920)
- Cántaro fresco (1920)
- Raíz salvaje (1922)
- Ejemplario (1927, libro de lectura para niños)
- La rosa de los vientos (1930)
- Loores de Nuestra Señora (1934/1935)
- Chico Carlo (1944) enthält ihre Memoiren.
- Los sueños de Natacha (1945, teatro infantil sobre temas clásicos)
- Perdida (1950)
- Azor (1953)
- Mensaje del escriba (1953)
- Romances del destino (1955)
- Oro y tormenta (1956)
- Canto rodado (1958)
- Obras completas (1968).
- Juan Soldado (1971, colección de dieciocho relatos)

## Sonstiges
Ein Porträt von Juana de Ibarbourou ziert die Vorderseite der tausend Peso-Note des uruguayischen Pesos.